# Elymandra
Elymandra es un género de plantas herbáceas de la familia de las poáceas. Es originario del África tropical.

## Citología
Número de la basel del cromosoma: 2n = 20. 

## Especies
- Elymandra androphila (Stapf) Stapf
- Elymandra archaelymandra (Jacq.-Fél.) Clayton
- Elymandra gossweileri (Stapf) Clayton
- Elymandra grallata (Stapf) Clayton
- Elymandra lithophila (Trin.) Clayton
- Elymandra monostachya Jacq.-Fél.
- Elymandra subulata Jacq.-Fél.